# ميزون مارجيلا
ميزون مارجيلا (بالإنجليزية: Maison Margiela)‏، ميزون مارتين مارجيلا سابقًا، هي دار أزياء فرنسية فاخرة يقع مقرها في باريس وتأسست في عام 1988 من قبل المصمم البلجيكي مارتن مارجيلا. اشتهرت ميزون مارجيلا بتصميمات تفكيكية وبمواد غير تقليدية استعملها المصممون لصنع أزياء وحقائب فريدة من نوعها.
تم عرض أول عرض أزياء في مجموعة مارجيلا النسائية، التي عرضت في ربيع 1989، في مقهى la Gare في باريس.